# Dowgierdziszki (przystanek kolejowy)
Dowgierdziszki (biał. Даўгердзішкі, ros. Довгердишки) – przystanek kolejowy w pobliżu miejscowości Dowgierdziszki, w rejonie iwiejskim, w obwodzie grodzieńskim, na Białorusi.